# Kunstleria forbesii
Kunstleria forbesii là một loài thực vật có hoa trong họ Đậu. Loài này được Prain mô tả khoa học đầu tiên.